# Pouchobrady

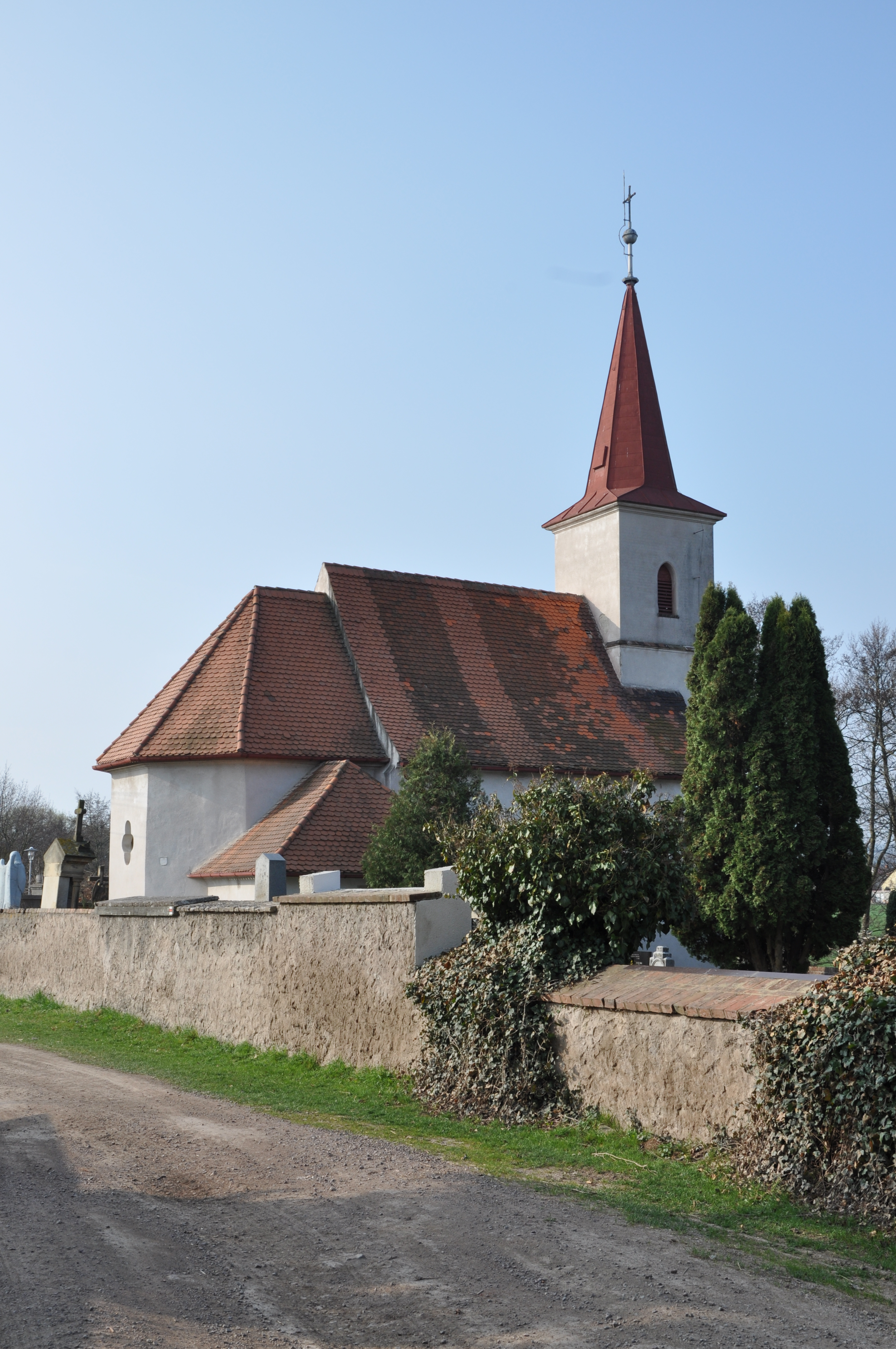
Kirche der hl. Dreifaltigkeit

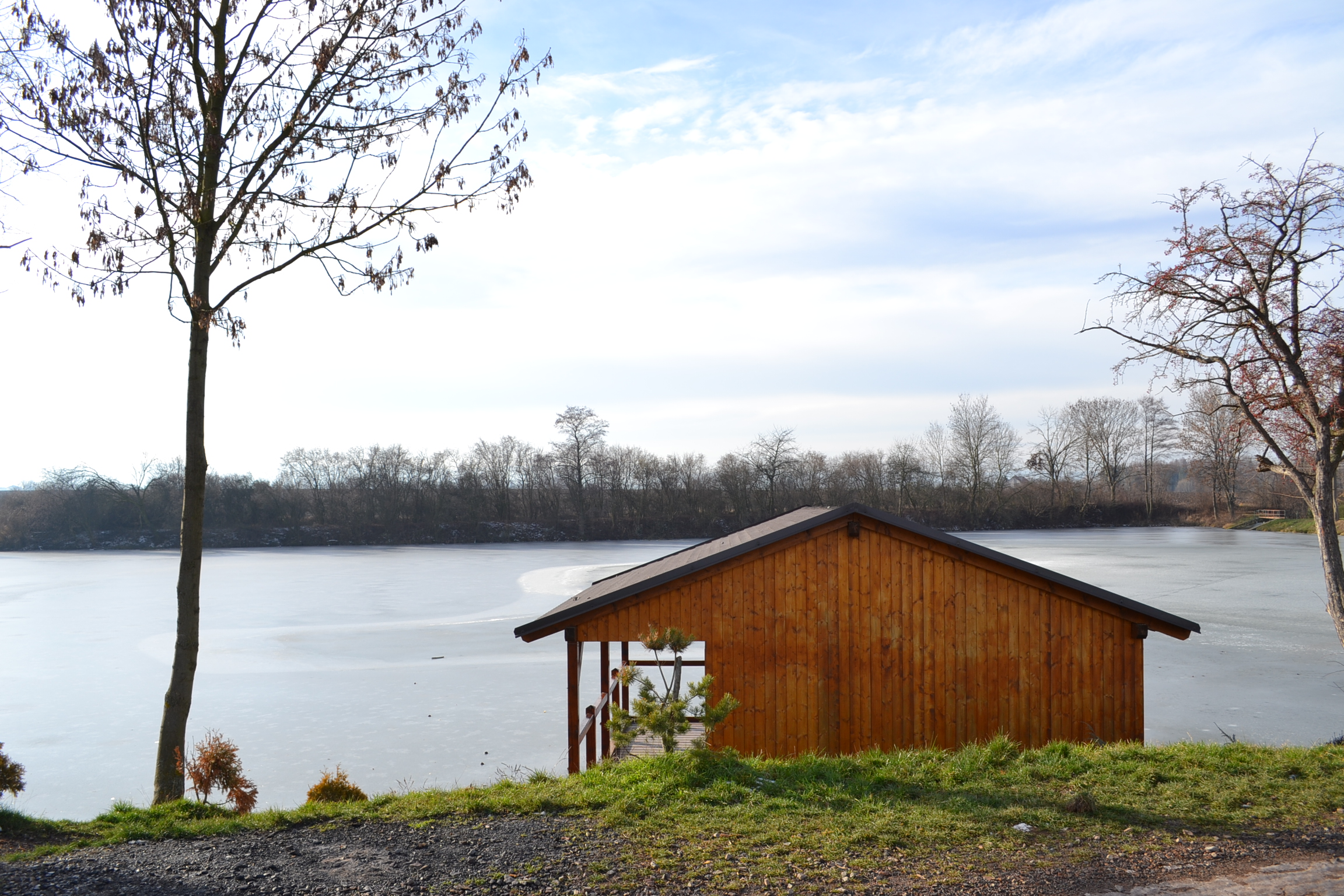
Pouchobradský rybník

Pouchobrady (deutsch Pochobrad) ist ein Ortsteil der Gemeinde Sobětuchy in Tschechien. Er liegt drei Kilometer südwestlich des Stadtzentrums von Chrudim und gehört zum Okres Chrudim.

## Geographie
Der Weiler Pouchobrady befindet sich am Bach Markovický potok bzw. Bělina auf der Heřmanoměstecká tabule (Hermannstädtler Tafel). Nördlich liegt der Teich Pouchobradský rybník.
Nachbarorte sind V Kozojedech und Kozojedy im Norden, Zavadilka im Nordosten, Vrcha im Osten, Sobětuchy im Süden, Stolany im Südwesten, Dubina und Morašice im Westen sowie Červenec, Lány und Bylany im Nordwesten.

## Geschichte
Die erste schriftliche Erwähnung von Pouchobrady erfolgte im Jahre 1349. Der Weiler entstand um den Sitz der Vladikenfamilie Pochobradský von Pochobrad. Seit dem Anfang des 14. Jahrhunderts bestand eine Pfarrei und eine hölzerne Kirche. Erster namentlich bekannter Besitzer war Jindřich von Pochobrad, der 1415 auf der Protesturkunde gegen die Verbrennung von Jan Hus siegelte. 
Burian Pochobradsky von Pochobrad verkaufte 1558 das Gut Pochobrad mit dem zugehörigen Anteil von Sobětuchy an Oswald von Schönfeld, der es wenig später an die Stadt Chrudim veräußerte. 1694 kaufte August Norbert Woraschitzky von Pabienitz das Gut, 1717 wurde es durch Joseph Franz von Schönfeld ersteigert und an die Herrschaft Nassaberg angeschlossen.
Im Jahre 1835 bestand das im Chrudimer Kreis gelegene Dorf Pochobrad aus 5 Häusern, in denen 51 Personen lebten. Im Ort gab es die Filialkirche zur hl. Dreifaltigkeit, einen Meierhof und eine Schäferei. Abseits lagen das Einkehrhaus Zawadilka und die zur Herrschaft Heřmanmiestetz untertänige Mühle Čerwenetz. Pfarrort war Chrudim. Bis zur Mitte des 19. Jahrhunderts blieb Pochobrad der Herrschaft Nassaberg untertänig.
Nach der Aufhebung der Patrimonialherrschaften bildete Pochobrady ab 1849 einen Ortsteil der Gemeinde Stolany im Gerichtsbezirk Chrudim. Ab 1868 gehörte das Dorf zum politischen Bezirk Chrudim. 1869 hatte Pochobrady 66 Einwohner. Im Jahre 1900 lebten in dem Dorf 108 Personen, 1910 waren es 99. Im Jahre 1914 lösten sich Sobětuchy und Pochobrady von Stolany los und bildeten die Gemeinde Sobětuchy. 1921 hatte Pochobrady 132 Einwohner. Seit 1924 führt der Ortsteil den Namen Pouchobrady. 1930 lebten 86 Menschen in Pouchobrady. 1961 wurden die Gemeinden Sobětuchy und Stolany zu einer Gemeinde Sobětuchy-Stolany zusammengeschlossen, die ab dem 1. Juli 1966 den Namen Sobětuchy führte.  Beim Zensus von 2001 lebten in den 8 Häusern von Pouchobrady 29 Personen. In Pouchobrady befindet sich der Sitz der Gemeinde Sobětuchy.

## Ortsgliederung
Zu Pouchobrady gehört der Wohnplatz Zavadilka (Zawadilka). 
Der Ortsteil ist Teil des Katastralbezirkes Sobětuchy.

## Sehenswürdigkeiten
- Neugotische Kirche der hl. Dreifaltigkeit in Pouchobrady, erbaut 1864 anstelle eines hölzernen Vorgängerbaus aus dem 14. Jahrhundert
- Teich Pouchobradský rybník
- Ausspanne Na Zavadilce, sie besteht seit dem 16. Jahrhundert